# Municipio de St. Albans (Ohio)
El municipio de St. Albans (en inglés: St. Albans Township) es un municipio ubicado en el condado de Licking en el estado estadounidense de Ohio. En el año 2010 tenía una población de 2446 habitantes y una densidad poblacional de 35,42 personas por km².

## Geografía
El municipio de St. Albans se encuentra ubicado en las coordenadas 40°4′45″N 82°37′5″O / 40.07917, -82.61806. Según la Oficina del Censo de los Estados Unidos, el municipio tiene una superficie total de 69.06 km², de la cual 68.54 km² corresponden a tierra firme y (0.75%) 0.52 km² es agua.

## Demografía
Según el censo de 2010, había 2446 personas residiendo en el municipio de St. Albans. La densidad de población era de 35,42 hab./km². De los 2446 habitantes, el municipio de St. Albans estaba compuesto por el 97.59% blancos, el 0.25% eran afroamericanos, el 0.37% eran amerindios, el 0.25% eran asiáticos, el 0.08% eran isleños del Pacífico, el 0.57% eran de otras razas y el 0.9% pertenecían a dos o más razas. Del total de la población el 2.66% eran hispanos o latinos de cualquier raza.